# Reprezentacja Austrii w hokeju na trawie kobiet
Reprezentacja Austrii w hokeju na trawie kobiet - żeńska reprezentacja narodowa w tej dyscyplinie.

## Osiągnięcia

### Igrzyska olimpijskie
- 5 miejsce - 1980
- 1984-2024 nie uczestniczyła

### Mistrzostwa świata
- 8. miejsce - 1974
- 9. miejsce - 1976
- nie uczestniczyła - 1978
- 12. miejsce - 1981
- 1983-2022 nie uczestniczyła

### Mistrzostwa Europy
- 11. miejsce - 1984
- 12. miejsce - 1987
- 12. miejsce - 1991

### Halowe mistrzostwa świata
- 7. miejsce – 2003
- 7. miejsce – 2007
- 7. miejsce – 2011
- 4. miejsce – 2015
- nie wystąpiła – 2018
- 2. miejsce – 2023
- 2. miejsce – 2025